# 아이폰 8
아이폰 8(iPhone 8)은 애플이 설계, 개발한 스마트폰이다. 2017년 9월 12일에 아이폰 8 플러스, 아이폰 X와 더불어 애플 파크의 스티브 잡스 시어터에서 애플의 CEO 팀 쿡에 의해 발표되었으며 2017년 9월 22일 아이폰 8 플러스와 함께 출시되었다. 이 제품은 아이폰 7의 후속작이다.
아이폰 8은 Qi 기반 무선 충전을 지원하며 생활방수는 1m까지 가능하다.

## 사양

### 하드웨어
아이폰 8과 8 플러스는 이전 모델에서 볼 수 있는 레티나 HD 디스플레이를 보유하고 있지만 지금은 아이패드 프로와 신형 아이폰 X에서도 볼 수 있는 트루 톤 기술을 탑재했다
아이폰 8은 전작과 동일한 카메라를 갖추고 있으나 새로운 센서가 포함된다. 아이폰 8 플러스 또한 아이폰 7 플러스와 동일한 2개의 카메라를 갖추고 있지만 일부 개선사항이 포함되어 있다. 두 전화 둘 다 6요소 렌즈, 오토포커스, IR 필터, 버스트 모드, f/1.8 F-넘버 디지털 이미지 안정화, 광학 이미지 안정화를 포함하는 12 MP 와이드 앵글 카메라를 갖추고 있다. 24, 30, 60 fps의 4K 또는 30, 60 프레임의 슬로 모션 비디오(120, 240 fps의 1080p), 안정화 기능이 있는 타임랩스로 동영상을 녹화할 수 있다. 파노라마도 캡처할 수 있다. 8 플러스는 또한 2배 광학 줌, 10배 디지털 줌, 포트레이트 라이팅(베타), f/2.8 애퍼처를 갖춘 텔레포토 렌즈를 포함하고 있다. 쿼드 LED 트루 톤 플래시는 현재 슬로 싱크도 갖추고 있다.
두 모델 모두 f/2.2 애퍼처의 7 MP 페이스타임 HD 카메라를 갖추고 있다. 버스트 모드로 캡처가 가능하며 노출 제어, 안면 인식, 자동 HDR, 자동 이미지 안정화, 레티나 플래시, 1080p HD 동영상 녹화 기능을 포함한다.
아이폰 8은 애플 A11 바이오닉 SoC를 포함하고 있으며, 이는 10 나노미터 공정을 사용하는 헥사 코어 프로세서이다
두 아이폰 모두 64 GB와 256 GB 옵션이 있다. 3개의 색을 선택할 수 있다: 실버, 골드, 스페이스 그레이, 레드
아이폰 8은 Qi 기반 무선 충전을 지원하며 IP67 방수가 지원된다.

## 같이 보기
- 스마트폰 비교
- IOS 및 iPadOS 제품 목록
- 아이폰